# Thal bei Nehaid

Thal bei Nehaid 2

Thal bei Nehaid (amtlich: Thal b.Nehaid) ist ein Gemeindeteil der Stadt Dorfen im oberbayerischen Landkreis Erding.

## Lage
Die Einöde Thal bei Nehaid liegt auf der Gemarkung Grüntegernbach acht Kilometer nordöstlich von Dorfen. 

## Bevölkerungsentwicklung
Um 1871 gab es in Thal zwölf Einwohner. Im Mai 1987 lebten dort fünf Einwohner in zwei Wohngebäuden.
| Jahr      | 1871 | 1925 | 1950 | 1970 | 1987 |
| Einwohner | 12   | 10   | 17   | 13   | 5    |